# Hoplostethus
Hoplostethus is een geslacht van straalvinnige vissen uit de familie van zaagbuikvissen (Trachichthyidae). Het geslacht is voor het eerst wetenschappelijk beschreven in 1829 door Cuvier & Valenciennes.